# Töpferstraße (Trier)
Die Töpferstraße ist eine Straße in Trier im Stadtteil Trier-Süd. Sie verläuft zwischen Euchariusstraße und Pacelliufer. Benannt ist die Straße nach dem römischen Töpfereiviertel, das sich zwischen Pacelliufer und Lintzstraße befand. Früher hieß sie Ziegelstraße.
1983 wurden bei Museumsgrabungen am Pacelliufer 14 Töpferöfen aus der Römerzeit entdeckt. Es wird angenommen, dass dort eins der größten Industriegebiete der Antike war. Produziert wurde vorwiegend Trinkgeschirr, darunter auch die Trierer Spruchbecher und Terra Sigillata. Die Hauptphase der Trierer Töpferindustrie lag zwischen dem ersten und vierten Jahrhundert nach Christus.
In der Straße steht auch eines der Kulturdenkmäler der Stadt Trier: ein späthistoristisches Wohnhaus mit zwei Geschossen, das 1909 von den Bauunternehmern Gebrüder Faber erbaut wurde. Am Berührungspunkt mit der Saarstraße stand die Porta Media, eins der Stadttore von Augusta Treverorum. Von der Porta Media ist heute allerdings nichts mehr zu sehen.